# Cristian Dragomir
Cristian Dragomir (n. 28 aprilie 1940, Bârlad, Tutova, România – d. 5 februarie 2022) a fost un medic chirurg român, profesor la Facultatea de Medicină din Iași și membru de onoare al Academiei de Științe a Moldovei.

## Biografie
Născut la 28 aprilie 1940 la Bârlad, Cristian Dragomir a absolvit în anul 1962 Facultatea de Medicină a Universității de Medicină și Farmacie „Gr. T. Popa” Iași și a devenit doctor în medicină în anul 1974, cu teza intitulată Osteosinteza extraarticulară de col femural. Este specialist în chirurgia oncologică, esofagiană, hepatică, pancreatică, senologică, precum și în cea plastică și reconstructivă și este autorul unor lucrări care fructifică această experiență, precum Chirurgie plastică și reparatorie, vol. I (1980), Tratamentul ulcerului gastroduodenal perforat (1981), Actualități în chirurgia cancerului gastric (1999). Între anii 2006 și 2008 a fost rectorul Universității de Medicină și Farmacie „Gr. T. Popa” din Iași.

## Societăți savante
Cristian Dragomir a fost ales membru a numeroase societăți savante: 
- membru al Academiei de Științe Medicale din România,
- membru al Academiei de Științe din Ucraina,
- membru de onoare al Academiei Republicii Moldova,
- membru al Societății Internaționale de Chirurgie,
- membru al Colegiului Regal al Chirurgilor din Anglia.